# Schleicher ASW 20
Schleicher ASW 20 je jednomístný sportovní kluzák soutěžní 15metrové třídy.

## Historie
Letoun německého konstruktéra Gerharda Weibela vycházel z typu Schleicher ASW 19 a byl postaven pro novou 15-metrovou soutěžní třídu. Prototyp byl zalétán v roce 1977. Sériová výroba tohoto typu probíhala v letech 1977 až 1982 přičemž bylo vyrobeno 511 kusů všech verzí. Ve Francii bylo v licenci vyrobeno dalších 140 kusů. 

## Technická data
Jedná se o středoplošný kluzák jehož trup je tvořen laminátovou skořepinou. Ten byl společně s pozměněnými ocasními plochami převzatý z typu ASW 19. Zcela nové křídlo má sendvičou konstrukci (sklolaminát/pěna) a je vybaveno vztlakovými klapkami. Profil u kořene je typu Wortmann FX-62K-131, na koncích FX-60–126. Vztlakové klapky a křidélka jsou vzájemně mechanicky propojené a zaujímají celou délku odtokové hrany křídla. Brzdící klapky Schempp-Hirt jsou kovové a vysunují se nad horní plochu křídla. Nádrže na vodní přítěž o objemu 120 litrů jsou umístěny před nosníkem. Ocasní plochy tvaru T mají podobnou konstrukci jako křídlo. Podvozek je vybaven zatažitelným odpruženým kolem s hydraulickou kotoučovou brzdou. Ostruha je tvořena kluznou patkou, některé stroje byly na přání vybaveny ostruhovým kolem.

## Varianty
- ASW 20 – standardní typ
- ASW 20L – verze bez vodní přítěže

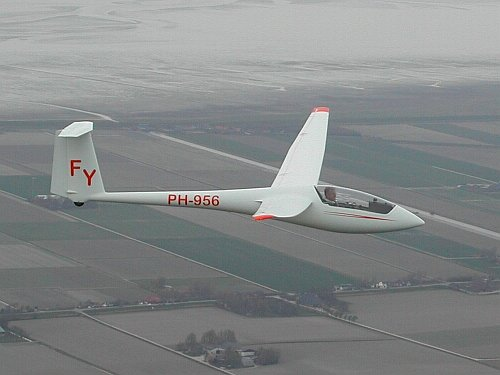
Schleicher ASW 20

- ASW 20B – verze s upraveným profilem a větší nádrží na vodní přítěž, zesílená konstrukce
- ASW 20BL – verze ASW 20B s winglety, rozpětí až 16,6 m, vodní přítěž pouze 100 litrů
- ASW 20F – základní verze vyráběná v licenci francouzské firmy Centrair

## Specifikace

### Technické údaje
- Posádka: 1 osoba
- Délka: 6,82 m
- Rozpětí: 15 m
- Plocha křídla: 10,5 m²

### Výkony
- Klouzavost: 1:42